# Marijan Urli Rino
Marijan Urli Rino je hrvatski književnik. Objavio je devet knjiga satiričnog sadržaja. U djelima se s hrvatskom svakodnevnicom "obračunava" na humorističan, pomalo blaziran i opušten način. Hrabro se dirne ozbiljnih i sumornih tema kao što su komemoracije vukovarske tragedije, ali i lakih tema, kao što su mu omiljene teme nogometa, ženskih prava, Martinja i inih. 
Većina djela izdana mu je u sklopu Čvorove biblioteke.

## Djela
- Na kavi i travi, 2006.
- Na kavi s predsjednikom, 2007.
- Kavopija na odlasku, 2008.
- Kava se prolila, 2009.
- E moj Joso, ne valja ti poso, 2011.
- Duboko žalim, 2011.
- Rugala se sova sjenici, 2012.
- Lex na eks: i druge priče, 2013.
- Gaće na štapu, 2014.